# Sân vận động Nguyễn Văn Trỗi
Sân vận động Nguyễn Văn Trỗi là một sân vận động đa năng ở Guantánamo, Cuba. Hiện sân này chủ yếu được dùng cho các trận đấu bóng chày, là sân nhà của Indios de Guantánamo. Sức chứa của sân là 14.000 người. Sân này được đặt tên theo Nguyễn Văn Trỗi, một người đã ám sát hụt bộ trưởng quốc phòng Mỹ Robert McNamara năm 1964 tại cầu Công Lý, Sài Gòn.